# Lyogyrus pilsbryi
Lyogyrus pilsbryi är en snäckart som först beskrevs av Walker 1906.  Lyogyrus pilsbryi ingår i släktet Lyogyrus och familjen tusensnäckor. Inga underarter finns listade i Catalogue of Life.